# 49. vestlige længdekreds
Den 49. vestlige længdekreds (eller 49 grader vestlig længde) er en længdekreds, der ligger 49 grader vest for nulmeridianen. Den løber gennem Ishavet, Grønland, Atlanterhavet, Sydamerika, det Sydlige Ishav og Antarktis.